# ホイットコム・ロコモティブ・ワークス

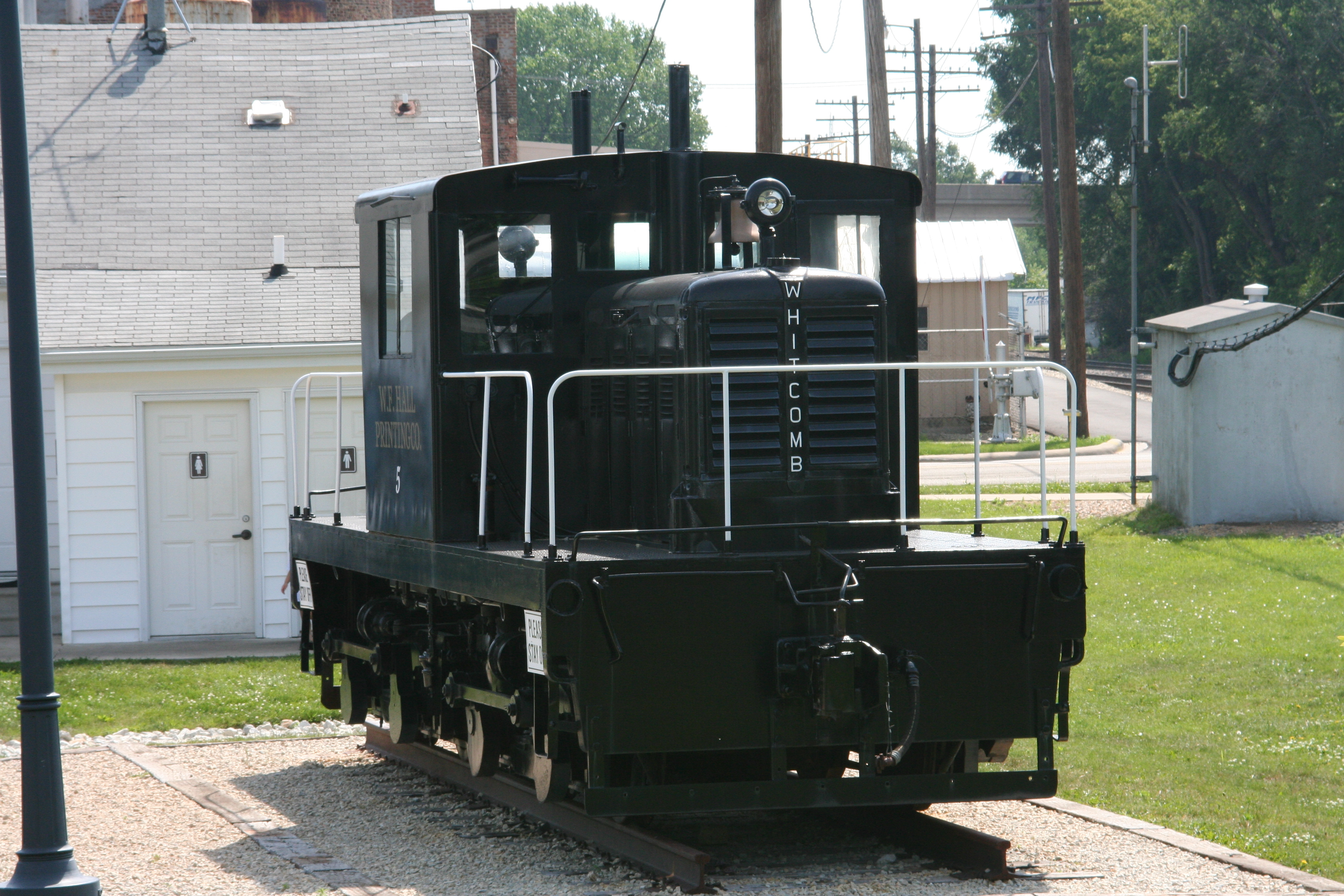
イリノイ州ロシェル鉄道公園に保存されているホイットコム製機関車

ホイットコム・ロコモティブ・ワークス（Whitcomb Locomotive Works ）は、ジョージ・デクスター・ホイットコム(George Dexter Whitcomb 、1834-1914年）によって、1878年にアメリカ合衆国イリノイ州シカゴに設立された鉄道車両製造メーカーである。

## 年表
- 1878年 - G・D・ホイットコムが機械工場を開設。
- 1892年 - ジョージ・D・ホイットコム・カンパニーとなる。
- 1906年 - 初のガソリン機関車を製造。
- 1907年 - イリノイ州ロシェルに移転
- 1912年 - ロシェル地内で移転。
- 1914年 - 鉱業用防爆型電気機関車を製造。
- 1921年 - 同電気機関車の量産を開始。
- 1929年 - 電気式ディーゼル機関車を製造。ボールドウィンに買収される。
- 1931年 - ホイットコム・ロコモティブ・ワークスとなる。
- 1952年 - 機関車製造工場をボールドウィンのエディストーン工場へ移転。ロシェルでの機関車製造を終了。
- 1956年 - 最後の機関車を製造。

## 歴史

### 設立
1878年、G・D・ホイットコムは、小さな機械工場を開設。彼は炭鉱用機械の設計と販売でまず成功を収め、1892年、オルレアン通りとオハイオ通りに面した場所に移転し、ジョージ・D・ホイットコム・カンパニーへと会社組織化した。
当時の炭鉱では、その運搬にもっぱらラバが使用されていたが費用がかかるものであり、また満足のいくものでもなかった。そこで経済的な効果から、電動で空気を圧縮し、その力を使ってロープで運搬する実験がなされていた程であった。ホイットコムはまだ目新しいものであったガソリンエンジンを使った機関車を製造することとした。1906年4月、初のガソリン機関車が完成し、イリノイ州中央部の炭鉱に納められた。

### ガソリン機関車製造開始

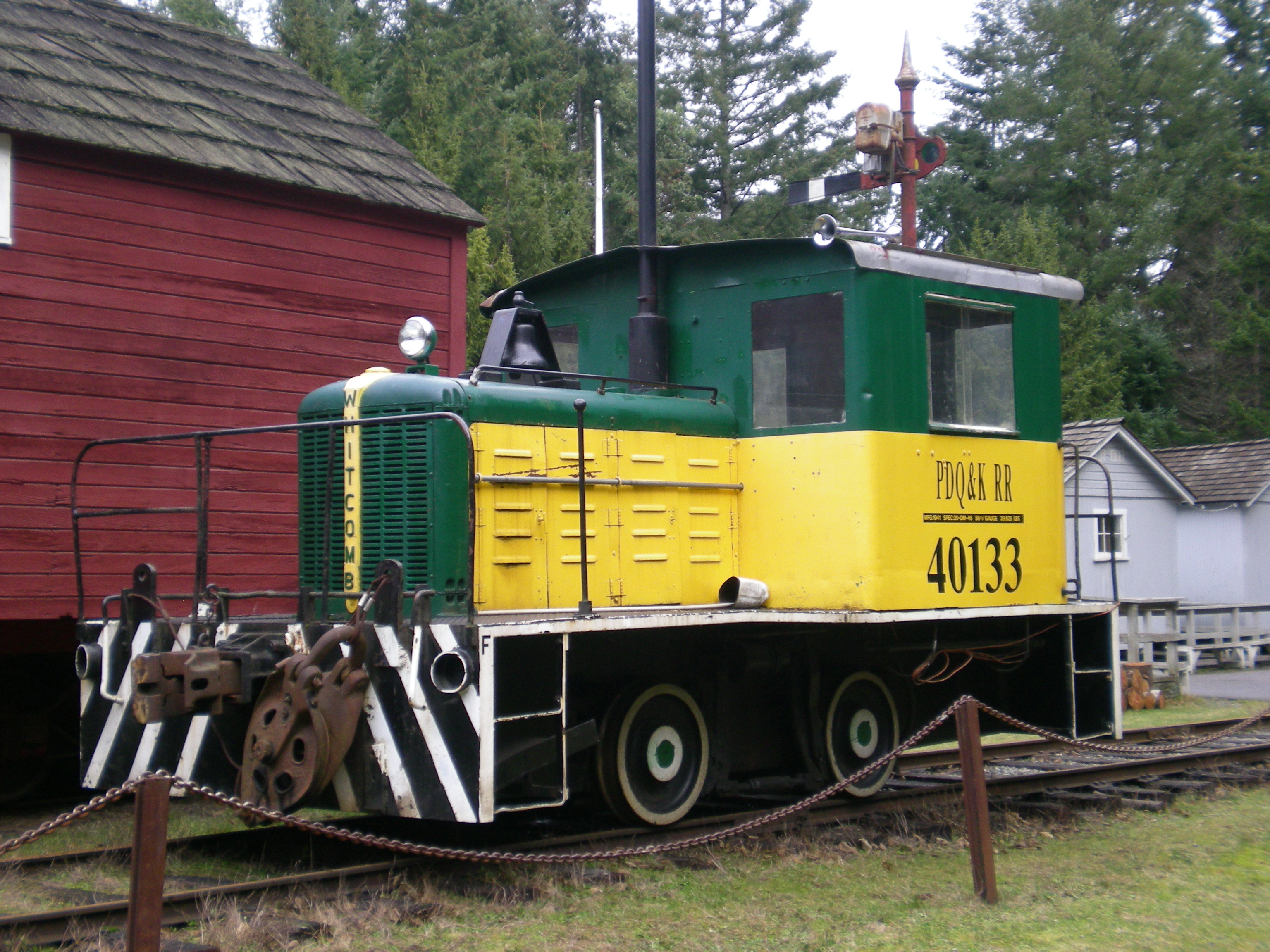
ワシントン州タコマのキャンプシックス林業博物館に保存されているホイットコム製機関車

1907年、会社はイリノイ州北部のロシェルに移転し、炭鉱用や鉱山用のガソリン機関車を製造した。その評判は短期間で広がり、1912年には製造規模拡大のために同じロシェル内の広い土地に移転した。
第一次世界大戦時には合衆国政府の要望に応えるべく数百両の軍用機関車が製造され、フランスで使用された。この小さな6トンおよび9トンのナローゲージの機関車は塹壕戦において大きな効果を発揮し、前線への補給に使用された。この功績により、ホイットコム・カンパニーは、アメリカ合衆国旧陸軍省から優秀賞（en:Certificate of Merit Medal ）が与えられた。
そのころ機関車においては多くの技術的革新が行われた。1914年ホイットコムは初の鉱業用防爆型電気機関車を設計、完成させた。合衆国鉱山局のテストでもその防爆性能は保証され、ホイットコムは「初の地下作業用機関車製造メーカー」の名声を得た。その初の架線式電気機関車は1921年に製造が開始され、1929年にはもっとも大きな電気式ガソリン機関車を開発、合衆国内の鉄道事業者に導入された。同時期のアメリカの鉄道輸送では画期的な電気式ディーゼル機関車のシステムが開発されていたが、このホイットコムの開発は、その流れに続いたものであった。

### ボールドウィンによる買収と機関車製造からの撤退

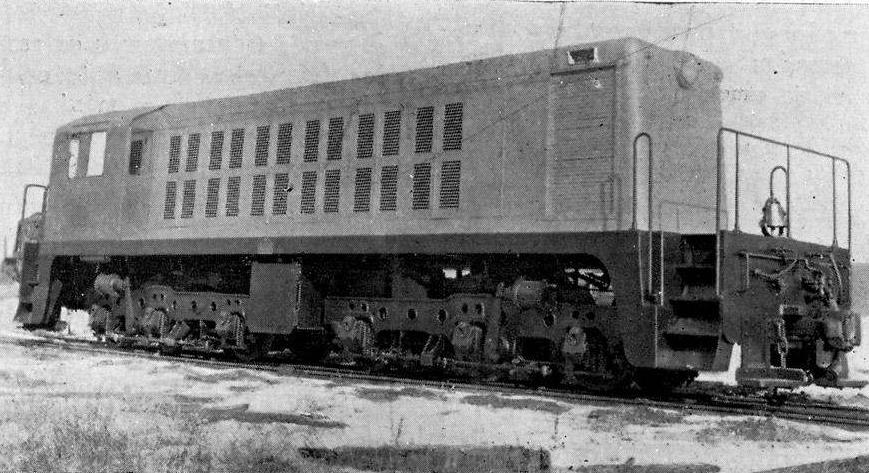
ボールドウィン-ホイットコム製エンドキャブ（車端運転室）形ディーゼル機関車（ブラジル向け）

1929年、ホイットコム・カンパニーはボールドウィンに買収され、新たなオーナーはジョージ・ヒューストンとなった。1931年から1940年までボールドウィンの子会社のホイットコム・ロコモティブ・ワークスとして運営されたが1940年、ボールドウィンは会社組織を引き継ぎ、ボールドウィンの一部門としてホイットコム・ロコモティブ・カンパニーとした。1932年7月19日、同部門はミルウォーキー・ロコモティブ・マニュファクチュアリング・カンパニーを吸収した。
ホイットコムは第二次世界大戦後も事業を拡張し続け、保管場所や輸送用の設備が欠かせなくなってきた。そこで1947年には倉庫が完成。スラブや鉄板の取り扱いを容易にするために、10トンヤードクレーンが装備された。1948年、荷役ドックと機関車試験棟が完成した。
1950年には、ボールドウィンはライマ・ハミルトンと合併し、ボールドウィン・ライマ・ハミルトン（B-L-H）となった。
1952年2月機関車の製造はロシェル工場からペンシルベニア州にあるボールドウィンのエディストーン工場へと移転した。ホイットコムのブランド名を使用した産業用機関車の製造がそのエディストーン工場で続けられたが、その年の末にはホイットコムの名前をはずされ、新たにB-L-Hのブランドで製造された。
ロシェルで製造された最後の機関車は25トンの電気式ディーゼル機関車で、1952年1月4日にセントラル・プロキュアメント・エージェンシー・オブ・トランスポーテーションに納入された。「USN　65-00330」と付番されていた。製造番号は61189であった。最終的な製造は1956年3月で、ホイットコムはロシェルで約5000両の機関車を製造したことになる。またパーティン＆パーマーという名で知られる自動車も製造した。レストアされたものが、ロシェルのフラッグ・タウンシップ歴史博物館に展示されている。